# 간다 가쓰오
간다 가쓰오(일본어: 神田 勝夫, 1966년 6월 21일 ~ )는 일본의 전 축구 선수이다.

## 구단 경력
1989년 일본 사커 리그의 NKK SC에 입단했다. 1994년 재팬 풋볼 리그의 세레소 오사카로 이적했다. 1994년 재팬 풋볼 리그 우승으로 J1리그로 승격했다. 1997년까지 130경기에 출전하여, 12득점을 넣었다. 1998년부터 1999년까지 요코하마 F. 마리노스에서 뛰었다. 2000년 J2리그의 알비렉스 니가타로 이적했다. 2003년후 현역 은퇴.

## 국가대표팀 경력
그는 1995년 기린컵에 참가할 일본 국가대표팀에 발탁되었으며, 5월 28일 에콰도르와의 경기에서 데뷔했다.

## 통계
| 일본 | 일본 | 일본 |
| 연도 | 출전 | 득점 |
| ---- | ---- | ---- |
| 1995 | 1    | 0    |
| 통산 | 1    | 0    |